# غراندي دينت دي فيسيفي
غراندي دينت دي فيسيفي (بالإنجليزية: Grande Dent de Veisivi)‏ هو أحد جبال سلسلة جبال الألب بينيني وجزء من القمة الأم دينت دي بيروك يقع في كانتون فاليز، سويسرا. يبلغ ارتفاع الجبل حوالي 3418 متر، بينما يبلغ ارتفاع نتوء الجبل 72 متر.